# 呼叫控制
在电话学中，呼叫控制（英語：call control）是指提供其中心功能的电话交换机内的软件。呼叫控制将寻址信息译码，并将电话呼叫从一个端点路由到另一个终端。它还建立了可用于对标准交换机操作进行调整，使其符合用户需求的功能。这些称为补充服务，通常由垂直服务代码调用。例子有“呼叫等待”，“忙时呼叫转移”等。
呼叫控制软件由于其在电话网络运行中的中心位置，具有复杂性和可靠性。呼叫控制系统通常需要数千人年的开发。该系统将包含数百万行的高级代码。但该系统必须并且确实满足可靠性要求，指定在四十年内只需几分钟的切换时间。
呼叫控制所需的功能和可靠性是網際協議通話技術（VoIP）系统面临的主要挑战。VoIP系统基于互联网标准和技术，以前没有尝试满足与指定呼叫控制的那些复杂和苛刻的要求。
在VoIP网络中，呼叫控制是通信业务的三大类之一，另外两个是呼叫信令和媒体通信。呼叫控制使用Q.931（数字网络的一种连接协议）。消息以ITU H.245规定的八位位组传送，它能够解析要使用的呼叫媒体的类型（例如常规呼叫、视频会议或VoIP），然后在连接建立后管理连接。呼叫控制功能包括但不限于确定端点的主/从状态、监视端点状态、修改连接参数、终止连接以及终止或故障连接重启。